# Tramm (Mecklenburg)
Tramm is een gemeente in de Duitse deelstaat Mecklenburg-Voor-Pommeren, en maakt deel uit van het Landkreis Ludwigslust-Parchim.

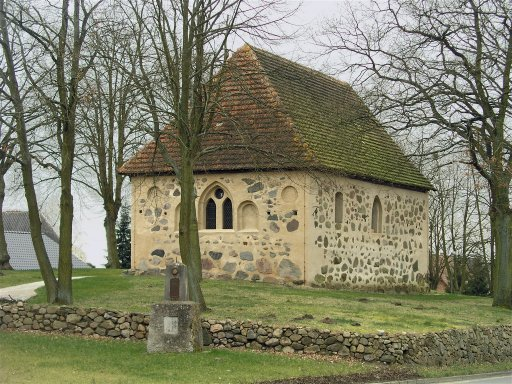
Kerk in Tramm

Tramm telt 905 inwoners.